# Morti nel 1511
| Questa pagina contiene informazioni ricavate automaticamente dalle voci biografiche con l'ausilio del template Bio e di un bot. L'aggiornamento è periodico e automatico e ricostruisce completamente la pagina. Se manca una persona in questa lista, sei pregato di non aggiungerla, ma accertati piuttosto che la sua voce biografica contenga il template Bio e che i dati anagrafici siano correttamente compilati. Se il template Bio manca, inseriscilo tu stesso o, in alternativa, metti l'avviso {{tmp\|Bio}} che ne segnala la mancanza. Se i dati riportati sono sbagliati, correggi direttamente la voce biografica; le modifiche saranno visibili in questa lista entro pochi giorni. Per chiarimenti vedi il progetto biografie. La lista contiene solo le 64 persone che sono citate nell'enciclopedia e per le quali è stato implementato correttamente il template Bio. Pagina aggiornata al 10 ago 2025. |

## Gennaio(6)
- 9 gennaio - Demetrio Calcondila, umanista greco (n. 1423)
- 17 gennaio - Beatriz de Bobadilla, marchesa di Moya, nobile spagnola (n. 1440)
- 19 gennaio - Ludovico Gonzaga, vescovo cattolico italiano (n. 1460)
- 20 gennaio - Oliviero Carafa, cardinale, condottiero e giurista italiano (n. 1430)
- 22 gennaio - Giovanna di Borbone-Vendôme, nobile francese (n. 1465)
- 24 gennaio - Giovanni Paternò, arcivescovo cattolico italiano

## Febbraio(3)
- 3 febbraio - Leonardo Trissino, avventuriero italiano (n. 1467)
- 11 febbraio - Carlo II d'Amboise, politico e militare francese (n. 1473)
- 22 febbraio - Enrico, duca di Cornovaglia, duca britannico (n. 1511)

## Marzo(2)
- 3 marzo - Luigi II d'Amboise, vescovo cattolico e cardinale francese (n. 1477)
- 10 marzo - Tommaso Baldinotti, nobile, presbitero e poeta italiano (n. 1451)

## Aprile(2)
- 2 aprile - Bernardo VII di Lippe, sovrano tedesco (n. 1428)
- 27 aprile - Alessandro I di Cachezia, re (n. 1445)

## Maggio(3)
- 22 maggio - François de Prez, vescovo cattolico svizzero
- 24 maggio - Francesco Alidosi, cardinale e condottiero italiano (n. 1455)
- 29 maggio - Nicolás de Ovando, militare e esploratore spagnolo (n. 1460)

## Giugno(1)
- 9 giugno - William Courtenay, I conte di Devon, nobile britannico (n. 1475)

## Luglio(1)
- 2 luglio - Şahkulu, turco

## Agosto(3)
- 1º agosto - Matthias Ringmann, cartografo e umanista tedesco (n. 1482)
- 15 agosto - Francesco III Crispo, duca (n. 1483)
- 23 agosto - Francesco Argentino, cardinale e vescovo cattolico italiano

## Settembre(5)
- 4 settembre - Lucrezia Pico, nobildonna italiana (n. 1458)
- 6 settembre - Ashikaga Yoshizumi, militare giapponese (n. 1481)
- 6 settembre - Guglielmo di Jülich-Berg, nobile tedesco (n. 1455)
- 22 settembre - Pietro Isvalies, cardinale e arcivescovo cattolico italiano
- 30 settembre - Giovanni Zaccaria Campeggi, giurista italiano (n. 1448)

## Ottobre(4)
- 4 ottobre - Pedro Luis de Borja Llançol de Romaní, cardinale spagnolo (n. 1472)
- 4 ottobre - Andrés de Cabrera, nobile, politico e militare spagnolo (n. 1430)
- 5 ottobre - Francesco Maria Rangoni, politico e ambasciatore italiano
- 18 ottobre - Filippo de Commynes, politico francese

## Novembre(7)
- 2 novembre - Giovanna Malatesta, nobildonna italiana (n. 1444)
- 4 novembre - Francesco Borgia, cardinale e arcivescovo cattolico spagnolo
- 5 novembre - Gabriele de' Gabrielli, cardinale e vescovo cattolico italiano (n. 1445)
- 8 novembre - Kemal Reis, ammiraglio ottomano (n. 1451)
- 14 novembre - Giovanni Liccio, religioso italiano (n. 1426)
- 22 novembre - Giovanni Sadoleto, giurista italiano (n. 1440)
- 23 novembre - Anna di York, principessa inglese (n. 1475)

## Dicembre(1)
- 30 dicembre - Pietro Marso, filologo e oratore italiano (n. 1441)

## Senza giorno specificato(26)
- Bartolomeo da San Vito, scultore italiano
- Pacifica Brandani, nobile italiana
- Ambrogio Calepio, latinista, lessicografo e umanista italiano
- Andrea di Capua, nobile e condottiero italiano
- Alvise Dardani, notaio italiano
- Giovan Francesco Gambara, condottiero italiano
- Trogia Gazzella, nobildonna italiana
- Gianfrancesco da Tolmezzo, pittore italiano (n. 1450)
- Francesco Gonzaga, cavaliere medievale italiano (n. 1477)
- Giampietro Gonzaga di Palazzolo, militare italiano
- Hadim Ali Pascià, politico e militare ottomano
- Jinbō Nagakiyo, militare giapponese
- Jinbō Nagatsuna, militare giapponese
- Giovanni Mazone, pittore italiano (n. 1433)
- Rinaldo Montoro e Landolina, vescovo cattolico italiano
- Ahmad Shah I di Pahang, sovrano malese
- Fra Leonardo Prato, nobile e condottiero italiano (n. 1450)
- Diego Salcedo, militare spagnolo
- Bartolomeo Sanvito, calligrafo e miniatore italiano
- Konrad Summerhart, teologo tedesco (n. 1455)
- Johannes Tinctoris, teorico della musica e compositore fiammingo
- Marcantonio della Torre, anatomista italiano (n. 1481)
- Antonio Maria da Milano, architetto italiano (n. 1439)
- Philippe I de Croÿ, nobile belga (n. 1435)
- Diego de Nicuesa, esploratore spagnolo (n. 1464)
- Rinuccio della Rocca, nobile italiano